# Стасів Владислав Володимирович
Владислав Володимирович Стасів (29 листопада 1999 — 21 вересня 2022) — військовослужбовець Збройних сил України, солдат 103-ї ОБрТрО, учасник російсько-української війни. Кавалер ордена «За мужність» III ступеня (посмертно, 2022).

## Життєпис
Народився 29 листопада 1999 року у місті Стрий Львівської області. Навчався у місцевих школах №11 і №3 ім.І.Франка. Продовжив здобувати освіту у Івано-Франківському НТУ нафти і газу на спеціальності «Туризм». Обожнював музику, зокрема захоплювався фрістайлом. З ранніх років займався і цікавився футболом. Був фанатом київського футбольного клубу «Динамо», тому й у війську обрав собі однойменний позивний.
У перші дні повномасштабного вторгнення добровольцем став на захист України від окупантів. Служив у лавах 65-го окремого батальйону 103-ї окремої бригади територіальної оборони. Обіймав посаду навідника гранатометного відділення взводу вогневої підтримки. Разом із побратимами боронив північ Полтавщини, з березня 2022 року брав участь у бойових діях на Сумщині, Харківщині та Донеччині.
Загинув 21 вересня 2022 року у бою від ворожої кулі снайпера, звільняючи селище Ямпіль .
Прощання з воїном відбулося 25 вересня 2022 року у рідному місті. Похований на Алеї Слави Стрийського кладовища .

## Нагороди
- орден «За мужність» III ступеня (17 листопада 2022, посмертно) — за особисту мужність і самовідданість, виявлені у захисті державного суверенітету та територіальної цілісності України, вірність військовій присязі [3].

## Вшанування пам'яті
- На честь Владислава і його командира побратими вивісили на найвищій точці звільненого Ямполя синьо-жовтий прапор як символ жертовності та подвигу українських захисників [4].
- В пам'ять про Героя на території 11 школи висаджено іменну магнолію, а на алеї пам'яті полеглих захисників-випускників 3 школи — сакуру та калину.
- 20 жовтня 2023 року в 11 школі відбулося відкриття пам'ятного знаку, де викарбуване ім'я Владислава Стасіва.